# Anno 1701 (Nintendo DS)
Anno 1701 (in Nordamerika Anno 1701: Dawn of Discovery) ist ein Konsolenableger der Anno-Reihe, der auf dem gleichnamigen Titel basiert. Es ist der erste Titel aus der besagten Serie, der für die mobile Konsole Nintendo DS erschien. Das Spiel wurde vom Frankfurter Studio Keen Games entwickelt und von Disney Interactive im Sommer 2007 veröffentlicht.
Die Spielmechanik ähnelt dem Windows-Titel Anno 1701, sie wurde allerdings an einigen Stellen simpler gestaltet. Dafür bietet das Spiel eine eigenständige Kampagne.

## Spielprinzip
Wie die Windows-Version behandelt die Nintendo-DS-Fassung von Anno 1701 die Entdeckung und Erschließung von Territorien in der Neuen Welt. Der Spieler übernimmt die Rolle eines Seefahrers, der im Auftrag seiner Königin bislang unbekannte Gebiete besiedelt. Das Spielziel ist der Aufbau einer funktionierenden Stadt und deren konstante Versorgung mit Verbrauchsgütern.
Der Fokus liegt auch hier auf dem Aufbau eines Warenkreislaufs. Damit sich Siedler in der Stadt des Spielers niederlassen, baut der Spieler Produktionsketten für Güter wie Nahrung oder Kleidung auf. Versorgt der Spieler alle Bedürfnisse seiner Bevölkerung, so steigt diese in eine wohlhabendere Schicht auf. Das Spiel bietet fünf Bevölkerungsschichten, die von Pionieren bis hin zu Aristokraten reichen. Mit jedem Stufenaufstieg stellt die Bevölkerung neue Forderungen nach Gütern an den Spieler. Finanziert wird der Siedlungsaufbau durch Besteuerung der Bürger.
Anstelle der dreidimensionalen Grafik der Windows-Fassung nutzt die DS-Version eine isometrische Grafik. In spielerischer Hinsicht wurde insbesondere das Kampfsystem vereinfacht, das weitgehend automatisch abläuft.
Das Spiel beinhaltet drei Modi, das Endlosspiel, einen Mehrspielermodus für bis zu vier Spielern und eine Kampagne, die 15 Missionen umfasst.

## Rezeption
Die Webseite Metacritic, die Testberichte sammelt und auswertet, berechnete eine Durchschnittswertung von 78 von 100 Punkten. Damit erzielte sie einen Punkt weniger als die Windows-Version.
Der Autor Mathias Oertel von 4Players beschrieb das Spiel als gelungen. Überzeugend sei, wie Keen Games das Spiel an die Plattform angepasst hat. Es wirke nicht wie eine einfache Portierung, sondern als sorgsam auf die Nintendo-Konsole zugeschnittener Titel. Dies lobte auch Simon Parkin von Eurogamer. Teilweise sei die Steuerung mit dem Stylus sogar komfortabler als mit der Maus.
Das Spiel gewann die GIGA-Maus als bestes Konsolenspiel für Kinder ab zehn Jahren.
Zu den Verkaufszahlen machten weder Entwickler noch Publisher Angaben. Laut Schätzungen wurde dieser bislang rund 120.000 Mal verkauft.